# Paul Magnus
Paul Wilhelm Magnus (29. februar 1844 i Berlin - 13. marts 1914 sammesteds) var en tysk botaniker.
1880 blev Magnus professor i botanik ved Berlins Universitet. Hans studier har væsentlig drejet sig om misdannelser og mykologiske emner, særlig rustsvampene. Magnus' betydeligste ikke-mykologiske arbejder er Beiträge zur Kenntniss der Gattung Najas (1870, med 8 tavler) samt Zur Morphologie der Spacelarieen (Festschrift der Gesellschaft naturforschende Freunde, 1873, 4 tavler). Blandt hans talrige mykologiske arbejder må fremhæves det store floraværk: Die Pilze (1905) i Dalla Torre og Sarntheins: Flora von Tirol, Vorarlberg und Liechtenstein. I øvrigt består hans produktion af en næsten utallig mængde mindre afhandlinger, spredte i mange tidsskrifter. Saccardo har opkaldt en sæksporet svamp af Aspergillaceernes familie Magnusia efter ham.